# تيرينس كلارك (ملحن)
تيرينس كلارك (بالإنجليزية: Terence Clarke)‏ هو ملحن ومخرج أسترالي، ولد في 10 فبراير 1935.